# Mushtaq Ahmed (hockeista su prato 1956)
Mushtaq Ahmad (in urdu مشتاق احمد‎?; Karachi, 15 febbraio 1956) è un hockeista su prato pakistano.
Ha rappresentato il Pakistan ai Giochi olimpici estivi di Los Angeles 1984, vincendo la medaglia d'oro.

## Palmarès
- Giochi olimpici

Los Angeles 1984: oro